# Erica etheliae
Erica etheliae är en ljungväxtart som beskrevs av Harriet Margaret Louisa Bolus. Erica etheliae ingår i släktet klockljungssläktet, och familjen ljungväxter. Inga underarter finns listade i Catalogue of Life.